# 宇都宮市立平石中央小学校
宇都宮市立平石中央小学校（うつのみやしりつ ひらいしちゅうおう しょうがっこう）は、栃木県宇都宮市下平出町にある、公立小学校。学校のスローガンは「みんな 明るく 仲良く がんばるぞ」。2023年（令和5年）5月1日現在の児童数は5学級55人。

## 歴史
1874年（明治7年）4月10日、下平出村の普門寺跡に志学舎として開校した。1890年（明治23年）に一旦閉校するが、1892年（明治25年）11月25日に現校地で平石第二尋常小学校の名称で再設置された。1895年（明治28年）4月18日に高等小学校を併設し、1898年（明治31年）4月に45坪（≒148.8 m2）を増築、1900年（明治33年）4月に平石第二尋常高等小学校に改称した。同年中に32坪（≒105.8 m2）を増築している。
1902年（明治35年）9月28日、大暴風に見舞われ新築の校舎が倒壊する被害を受けたが、同年12月18日に復旧を終えた。1922年（大正11年）12月、250坪（≒826.4 m2）に及ぶ校舎改築を実施、1931年（昭和6年）4月に公民学校の校舎を高等科の教室に充当し、児童数増に対応した。
1941年（昭和16年）4月、平石中央国民学校に、1947年（昭和22年）4月に平石村立中央小学校に改称した。1949年（昭和24年）に校庭を拡張し、1950年（昭和25年）7月に2階建ての校舎を増築するなど校地整備を進め、1954年（昭和29年）8月1日に平石村が宇都宮市に編入されたことで、宇都宮市立平石中央小学校に改称した。1956年（昭和31年）4月時点で7学級271人の児童が在籍し、校地面積は2,900坪（≒9,586.8 m2）、校舎面積は423坪（≒1,398.4 m2）であった。1974年（昭和49年）度に校舎が新築され、1981年（昭和56年）、学区の変更が行われた。2013年（平成25年）5月1日時点の児童数は6学級75人であった。
2018年（平成30年）6月27日、栃木SCの菅和範・和田達也両選手とコーチの金澤祐介が来校し、児童と鬼ごっこやサッカーなどをし、児童からの質問に答えた。

## 特色
小規模校であり、宇都宮市内の小学校では唯一、複式学級が存在する。全校児童と全教員がランチルームに集まり、給食を皆で食べる「一斉給食」を行っている。また、掃除や運動も全学年で実施している。このため、全校児童が互いの名前と顔が一致する関係を構築している。
学校農園を持っており、クリ・サツマイモ・サトイモなどを栽培している。また暑熱対策としてゴーヤ・トウガンを植え、緑のカーテンを作る。これらの収穫物は、給食として提供される。
2020年（令和2年）には日本財団などによる「陸上養殖プロジェクト」に参加し、ヒラメの養殖に着手した。同年秋の1回目の挑戦では、10尾の稚魚が病気などで全滅してしまったが、同年12月に新たな稚魚を導入して2021年（令和3年）6月までに20 cmほどの大きさに育てた。

## 通学区域
宇都宮市のうち
- 下平出町の一部
- 平出町の一部
- 柳田町の一部

校地はJR宇都宮駅東口から約5 km、鬼怒川と新4号国道に挟まれた、自然豊かな地域に立地する。

### LRT通学

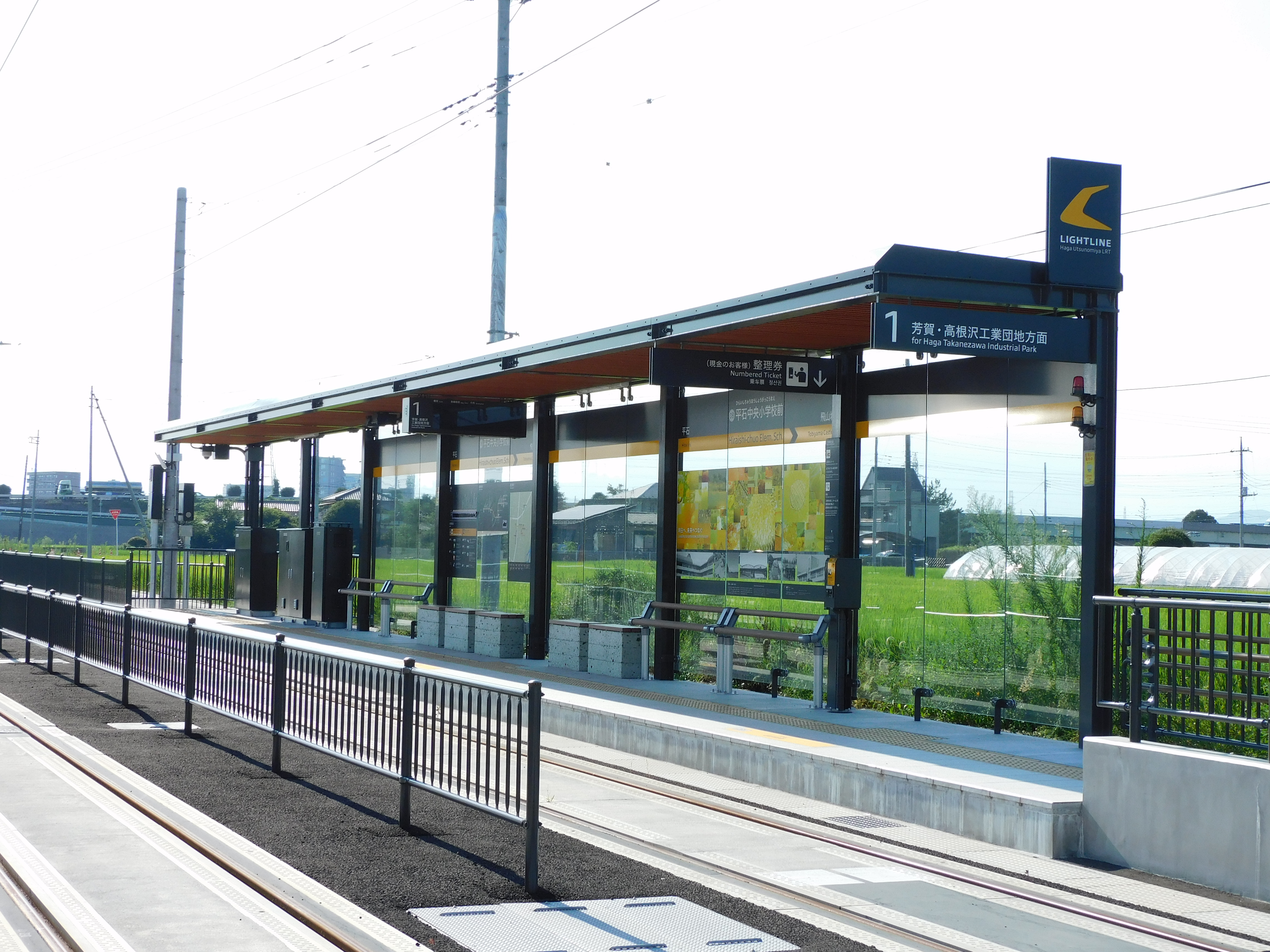
平石中央小学校前停留場

学校前を宇都宮ライトレール宇都宮芳賀ライトレール線（LRT）が通っており、平石中央小学校前停留場が設置されている。宇都宮市教育委員会は、2022年（令和4年）6月2日の宇都宮市通学区域審議会の場で、LRTの開業後に学区外の児童がLRTを使って平石中央小学校へ通学することを容認する方針を示し、2024年（令和6年）度から入学を可能とした。LRT通学の募集対象は簗瀬小・今泉小・錦小・峰小・泉が丘小・石井小・城東小・清原中央小・清原南小・清原東小・陽東小・ゆいの杜小の学区内の児童で、募集人数は学年ごとに異なる。通学にかかる交通費は保護者負担となる。卒業後は、居住地の学区の中学校か、平石中央小の学区が含まれる鬼怒中学校のどちらに進学するかを選択できる。
2014年（平成26年）2月に提示されたLRTの導入ルートでは、学校前を通らず、平石地区市民センター前を経由することになっていた。同年7月に学校前を通るルートに変更する案を市が示すと、通学時の危険性から、ルート変更に反対する声が上がった。（道路とLRTの軌道の交点に遮断機は設置されず、軌道を横断して子供が通学することに不安を抱く保護者が存在する。）2016年（平成28年）2月には、地元地権者らが学校前を迂回し、高架化するルート案を市に提案するも、住民側の意思統一ができていなかったことや、市が建設費増大や日照・景観などの問題を指摘してルート変更に応じなかったことから、学校前を通るルートでの建設が決まった。学校前の軌道敷を横断する箇所には、LRT開通前から交通指導員が配置されており、開通後も状況に応じて配置が続けられる。
2023年（令和5年）2月28日には、児童が学校から500 mのところにある車両基地を訪問し、LRTの交通ルールや乗り方を学習した。同年6月10日には新1年生向けに、乗り方教室が開かれた。7月11日にはLRTの開通と翌年の創立150周年を記念して、全校児童で横断幕作りに取り組んだ。LRT開業当日の8月26日には、平石トランジットセンターで、特別列車に乗った市長から児童3人が、寄せ書きの黄色いフラッグを受け取った。